# Schlüsselberg (Adelsgeschlecht)

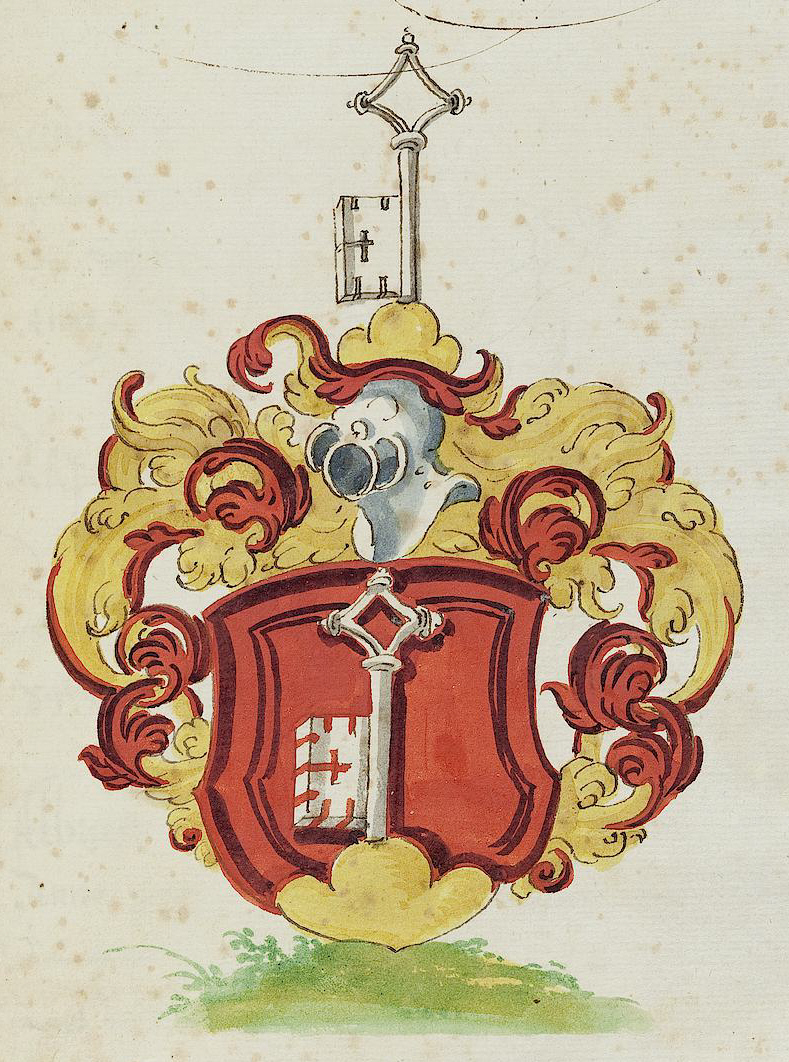
Wappen der „Grafen von Schlüsselberg“ von David Wolleber

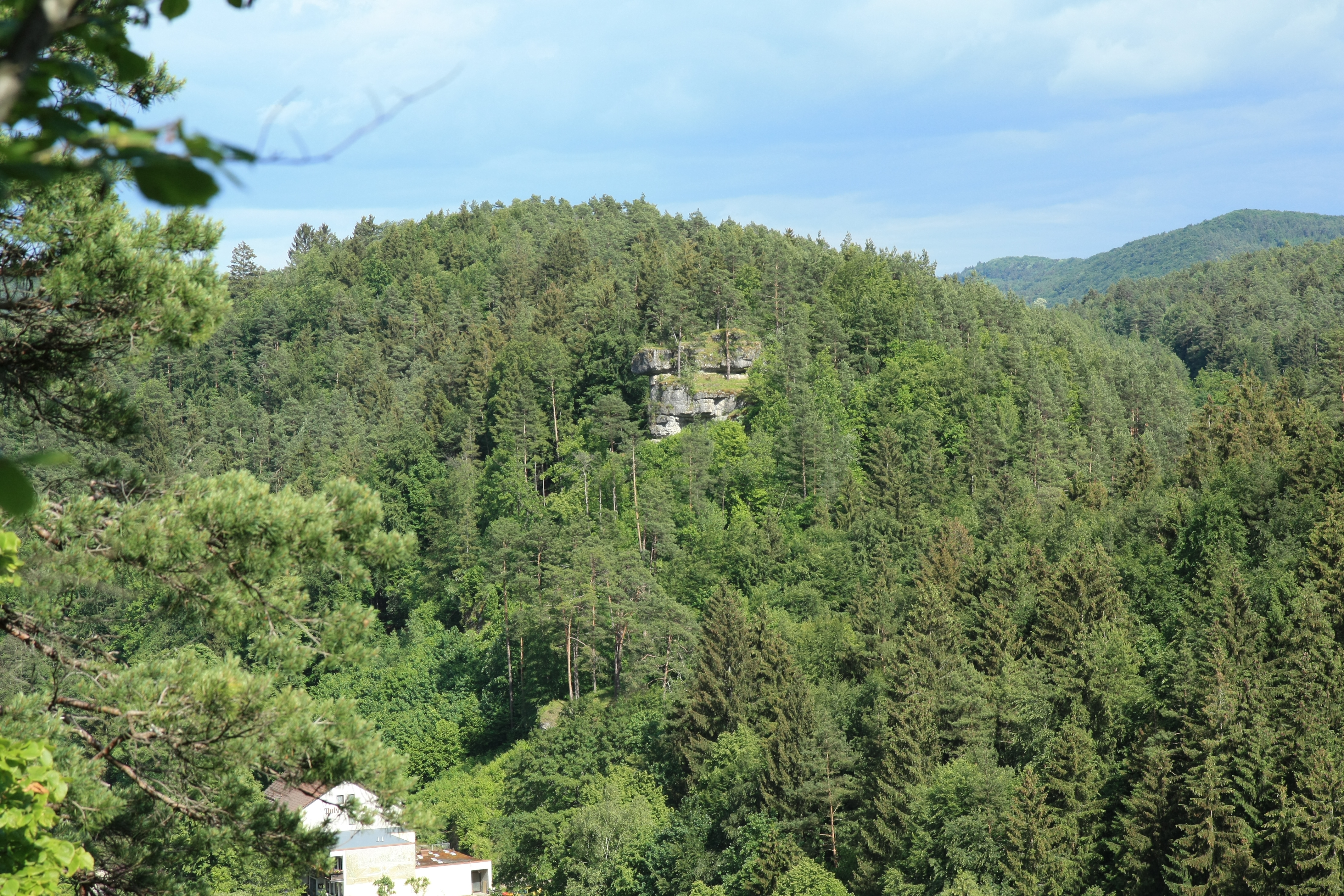
Burgstall der namensgebenden Burg Schlüsselberg bei Waischenfeld

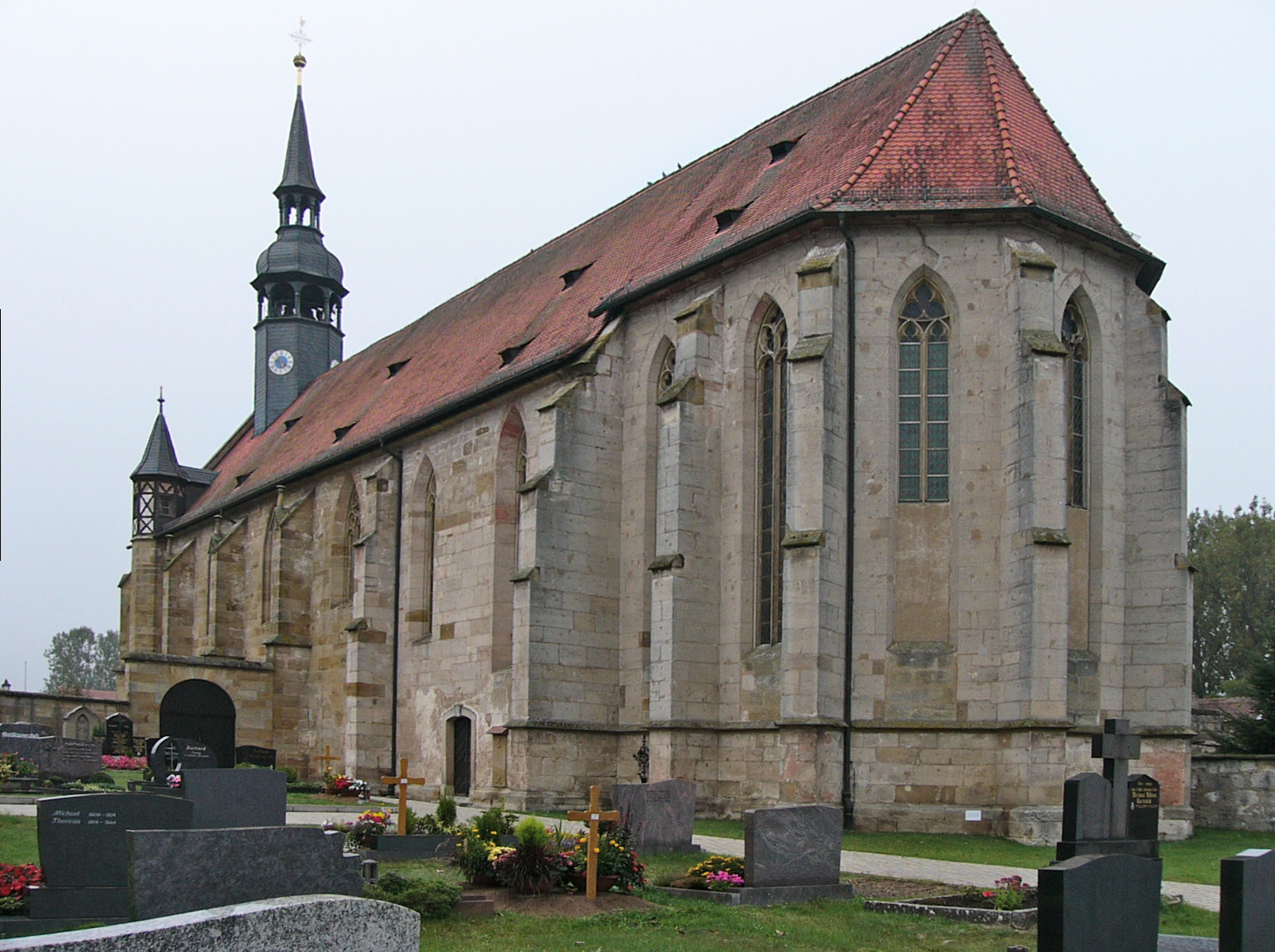
Kloster Schlüsselau: gegründet von Eberhard IV. von Schlüsselberg und seinen Söhnen Konrad I. und Gottfried

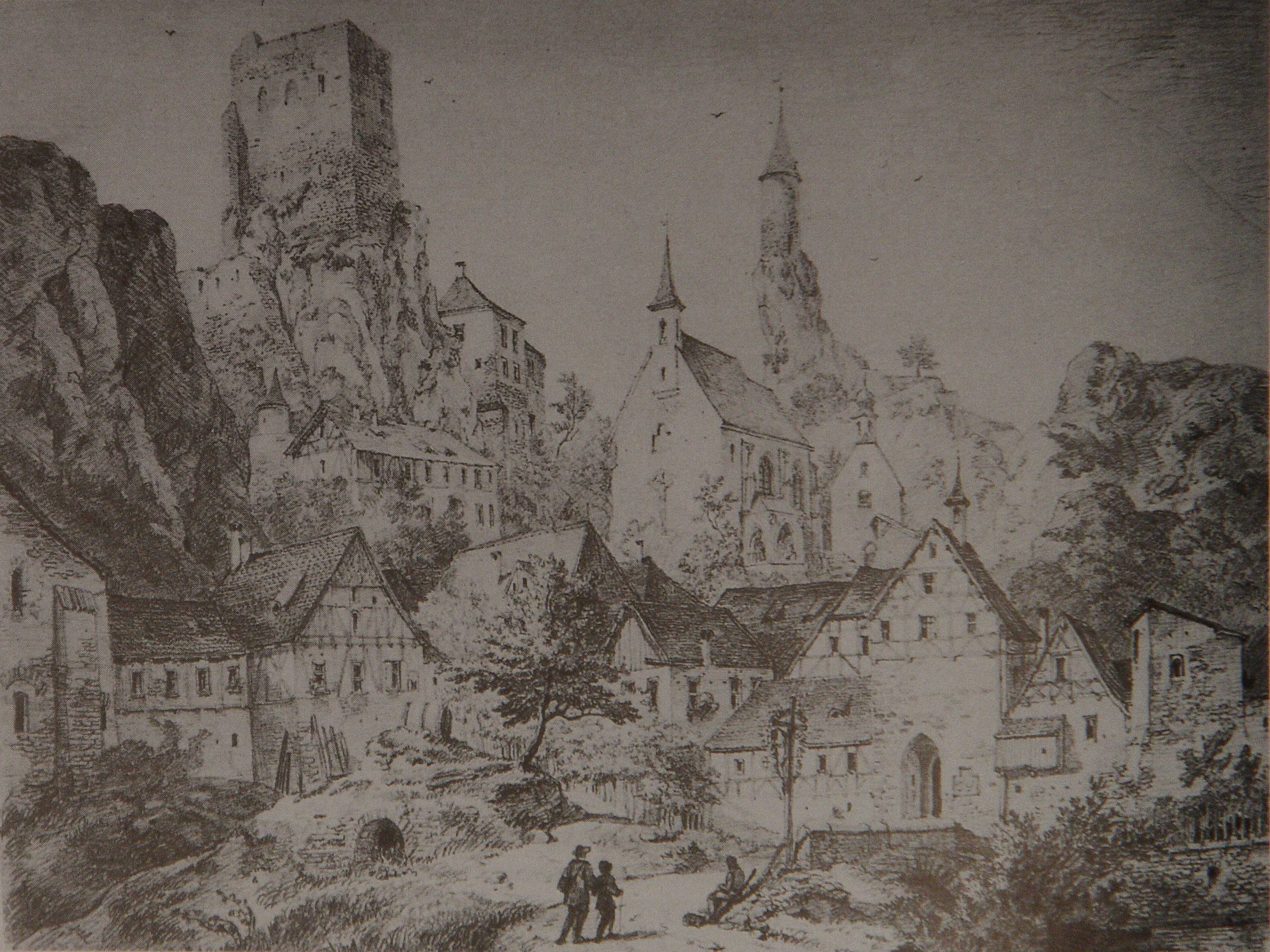
Burgruine und Stadt Waischenfeld (Domenico Quaglio um 1830)

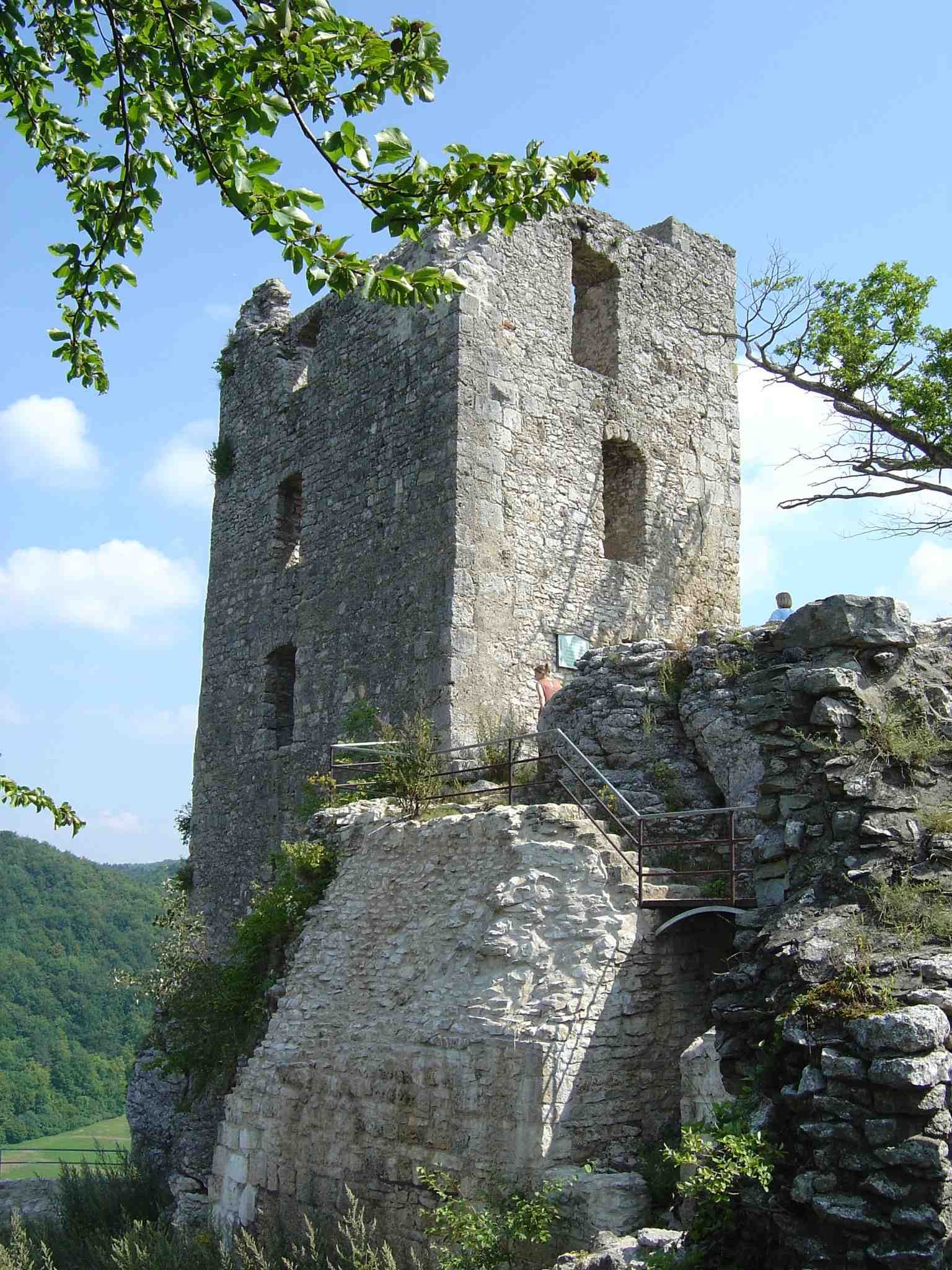
Auf der Burg Neideck wurde Konrad II., der letzte Vertreter des Hauses getötet

Die Familie von Schlüsselberg war ein hochadeliges fränkisches Adelsgeschlecht, das sich bis zu seinem Aussterben 1347 in der Fränkischen Schweiz als Konkurrenz der Fürstbischöfe von Bamberg etablieren konnte. Die Schlüsselberger gründeten unter anderem das Kloster Schlüsselau und die Stadt Schlüsselfeld (1336).

## Ursprung
Die Vorfahren der Schlüsselberger wurden 1114 erstmals urkundlich erwähnt. Vor dem Bau des neuen namensgebenden Stammsitzes Burg Schlüsselberg hießen Mitglieder der Familie auch „von Greifenstein“ (1172 erste Erwähnung der Burg Greifenstein mit „Eberhard de Grifenstein“) und „von Adelsdorf“ (aus Adelsdorf, auch Otlohesdorf, Otelsdorf).
König Heinrich V., der gegen seinen Vater Heinrich IV. aufbegehrte und diese Auseinandersetzung auch im Nordgau austrug, entlohnte die ihn unterstützenden Adelsdorfer mit weiterem Besitz um Creußen. Dieser bildete die wirtschaftliche Grundlage für eine weitere Expansion des Geschlechts im heutigen Landkreis Forchheim.
Nachdem die Burg Schlüsselberg nach 1216 in ihren Besitz übergegangen war, nannten sich die Edelfreien von „Adelsdorf-Creußen-Greifenstein“ 1219 erstmals „von Schlüsselberg“.

## Verbreitung
- Zu ihrem Einflussbereich in der Fränkischen Schweiz zählten: Altendorf, Betzenstein,[6] Burggrub, Buttenheim, Ebermannstadt,[7][8] Muggendorf, Pretzfeld,[9] Reifenberg,[10] Kloster Schlüsselau, Schlüsselfeld (1336 von Konrad II. gegründet und von Kaiser Ludwig zur Stadt erhoben),[11] Waischenfeld und Wiesenttal, die Burgen Greifenstein, Neideck,[12][13] Rabenstein, Streitberg,[14] Schlüsselberg und Waischenfeld, in Oberfranken Schnabelwaid,[5] und Untersteinach,[15] in Mittelfranken Neunhof und in Baden-Württemberg Grüningen (1322–1336),[16] Vaihingen an der Enz und hierbei insbesondere in Hohenhaslach (Morgengabe). Außerdem weisen Wappen auf Verbindungen zu schwäbischen Klöstern in Hechingen, Gutenzell-Hürbel und Obermarchtal hin, bei deren Stiftung oder Ausbau vermutlich Heiratsgut von Schlüsselberger Erbtöchtern eingeflossen ist.

## Persönlichkeiten
- Eberhard I. von Schlüsselberg († 1243), verheiratet mit einer schwäbischen Gräfin von Eberstein, begründete 1216 das Haus Schlüsselberg
- Eberhard II. von Schlüsselberg[17] († 1283), Gründer von Kloster Schlüsselau (1280), verheiratet mit Elisabeth von Hohenzollern-Nürnberg
- Konrad I. von Schlüsselberg († 1308), Sohn Eberhards II. und Mitgründer von Kloster Schlüsselau
- Gottfried von Schlüsselberg († 1308), Sohn Eberhards II. und Mitgründer von Kloster Schlüsselau, in erster Ehe mit Mechthild von Wertheim und in zweiter mit Margreth von Katzenelnbogen verheiratet
- Gisela von Schlüsselberg († 1308), Tochter Eberhards II. und erste Äbtissin von Kloster Schlüsselau
- Ulrich von Schlüsselberg († 1322), Sohn Eberhards II., zwar gewählter (in Doppelwahl), jedoch nicht eingesetzter Bischof von Bamberg (1318–1321), Bischof von Brixen 1322
- Konrad II. von Schlüsselberg († 1347), Sohn Konrads I., in erster Ehe mit Lukardis von Hohenzollern-Nürnberg und in zweiter Ehe mit Agnes von Württemberg verheiratet, Reichssturmfähnrich von 1322 bis 1336
- Elisabeth von Schlüsselberg († nach 1350), Tochter Gottfrieds (erste Ehe), verheiratet mit Graf Konrad von Vaihingen[18]
- Richza von Schlüsselberg († 1348), Tochter Konrads II. (aus erster Ehe), verheiratet mit Graf Günther XVIII. von Schwarzburg-Wachsenburg
- Beatrice von Schlüsselberg (1364), Tochter Konrads II. (aus erster Ehe), verheiratet mit Graf Ulrich VI. von Helfenstein, Sohn Konrads zweiter Gattin Agnes von Württemberg-Helfenstein (aus erster Ehe)
- Anna von Schlüsselberg († 1379), Tochter von Konrad II. und Lukardis, Nonne und ab 1339 Äbtissin von Kloster Schlüsselau
- Hildegard von Schlüsselberg, Tochter Konrads II. (aus zweiter Ehe), verheiratet mit Eitel Friedrich von Zollern[19]
- Sophia von Schlüsselberg († nach 1360), vermutete Schwester Konrads II., verheiratet mit Friedrich III., der alte Ritter, von Hohenzollern-Schalksburg, die 1360 gegen den Bischof von Bamberg um Erbansprüche klagte

### Elisabeth von Schlüsselberg-Vaihingen
Graf Konrad von Vaihingen versuchte am 11. November 1323 vor dem Hofgericht in Nürnberg vergeblich, die Ansprüche seiner Gattin Elisabeth, Tochter von Gottfried von Schlüsselberg, gegen Bischof Johann von Bamberg durchzusetzen, der das Amt anstelle ihres dafür vorgesehenen Onkels Ulrich von Schlüsselberg besetzt hatte.
Da die Fürsten und die sonstigen Stände kein gemeinsames Urteil fanden, kam König Ludwig mit seinem Rat überein, dass der Anspruch Konrads von Vaihingen gegenüber dem Bischof und dessen Hochstift ungerechtfertigt sei, „nachdem Burggraf Friedrich von Nürnberg, Heinrich Küchenmeister von Nortenberg, der Hof(gerichts)schreiber Adolf und Meister Hermann, Pfarrer zu Sankt Sebald in Nürnberg, auf ihren Eid erklärt hatten, dass der verstorbene Kaiser Heinrich mit rechtem Gericht und Urteil das Hochstift Bamberg von der vorbezeichneten Klage freigesprochen habe“.
Dieser Prozess könnte eine Wurzel des 1347 tödlich endenden Konflikts Konrads II. mit den benachbarten Bischöfen und dem Burggrafen von Nürnberg gewesen sein.

### Konrad II., der letzte Schlüsselberger
Konrad II. von Schlüsselberg war der letzte männliche Vertreter und wurde somit zur einflussreichsten Persönlichkeit seines Geschlechts. In der Schlacht von Gammelsdorf und insbesondere in der Schlacht bei Mühldorf erwarb er sich die Gunst König Ludwigs des Bayern und er erhielt einige Privilegien. So wurde er 1322 von König Ludwig zum Vorstreiter und Reichssturmfähnrich ernannt und deshalb mit der Reichsstadt Grüningen (heute Markgröningen) belehnt (bis 1336).
Die Fehde mit drei mächtigen Nachbarn, dem Bamberger Fürstbischof Friedrich von Hohenlohe, dem Fürstbischof von Würzburg und dem Burggrafen von Nürnberg, wurde für den exkommunizierten und damit vogelfreien Konrad II. zum tödlichen Verhängnis: Am 14. September 1347 streckte ihn bei der Verteidigung seiner Burg Neideck eine Blide nieder.
Die Sieger teilten das Territorium der nun ohne männlichen Erben verbliebenen Schlüsselberger großteils unter sich auf und speisten Konrads Witwe und Töchter mit Abfindungen ab. Der Streit um Konrads Erbe hielt noch viele Jahre an.

### Kreuzritter zu Staffelstein
Auch wenn ein historischer Zusammenhang nicht gegeben zu sein scheint, gibt es in Bad Staffelstein eine Sage über einen Schlüsselberger Kreuzritter von Burg Staffelstein, der nach seiner Rückkehr versehentlich seinen Vater niederstreckte.

### Verwandte Adelsgeschlechter
- Eberstein in Schwaben
- Gründlach in Franken
- Helfenstein und Württemberg in Schwaben
- Hohenzollern-Hechingen in Schwaben, Hohenzollern-Nürnberg in Franken und Hohenzollern-Schalksburg in Schwaben
- Leuchtenberg in Franken
- Montfort in Schwaben
- Seitenlinie Wachsenburg der Grafen von Schwarzburg in Thüringen und Franken
- Vaihingen in Schwaben
- Wertheim in Franken

- Siehe auch Liste hochadeliger Familien in Franken

## Wappen
Einige Gemeinde- und Klosterwappen erinnern noch an das Geschlecht der Schlüsselberger und ihre Stiftungen. Ihr Wappenmotiv war ein  silberner Schlüssel auf rotem Grund. Der verzierte Griff ist viereckig und mit einem abgerundeten Kreuz durchstochen. Der Schlüsselbart besteht aus zwei gespiegelten Zinken. Der Schlüssel erschien ursprünglich diagonal, im schwäbischen Raum senkrecht auf einem Dreiberg, teils mit Bart nach oben, teils nach unten.

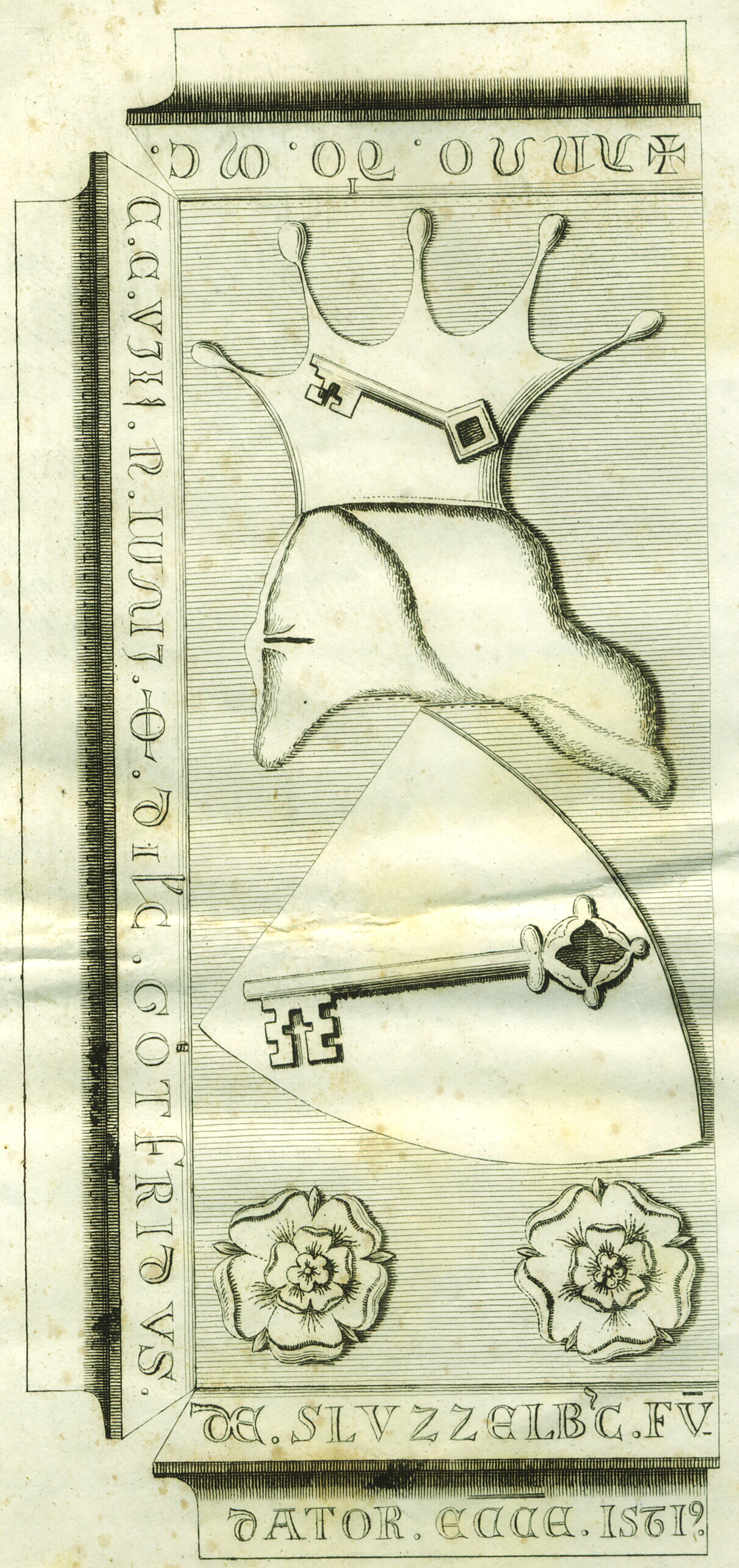
Grabmal Gottfrieds in Kloster Schlüsselau (Kupferstich 1821)
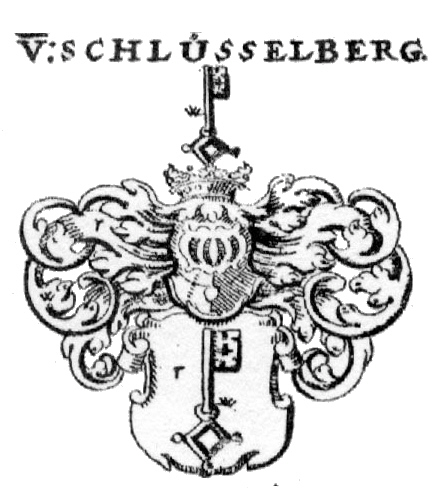
Siebmachers Wappen der edelfreien Herren von Schlüsselberg
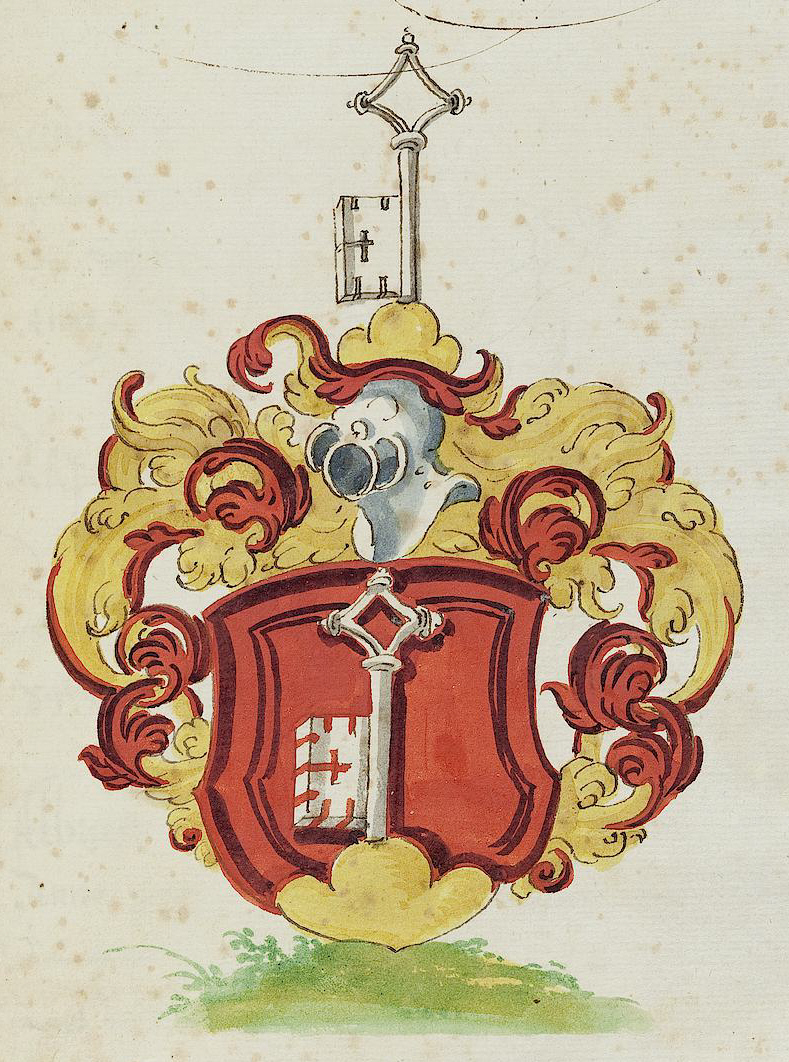
Wollebers Grafen-Wappen: Senkrechter Schlüssel auf Dreiberg
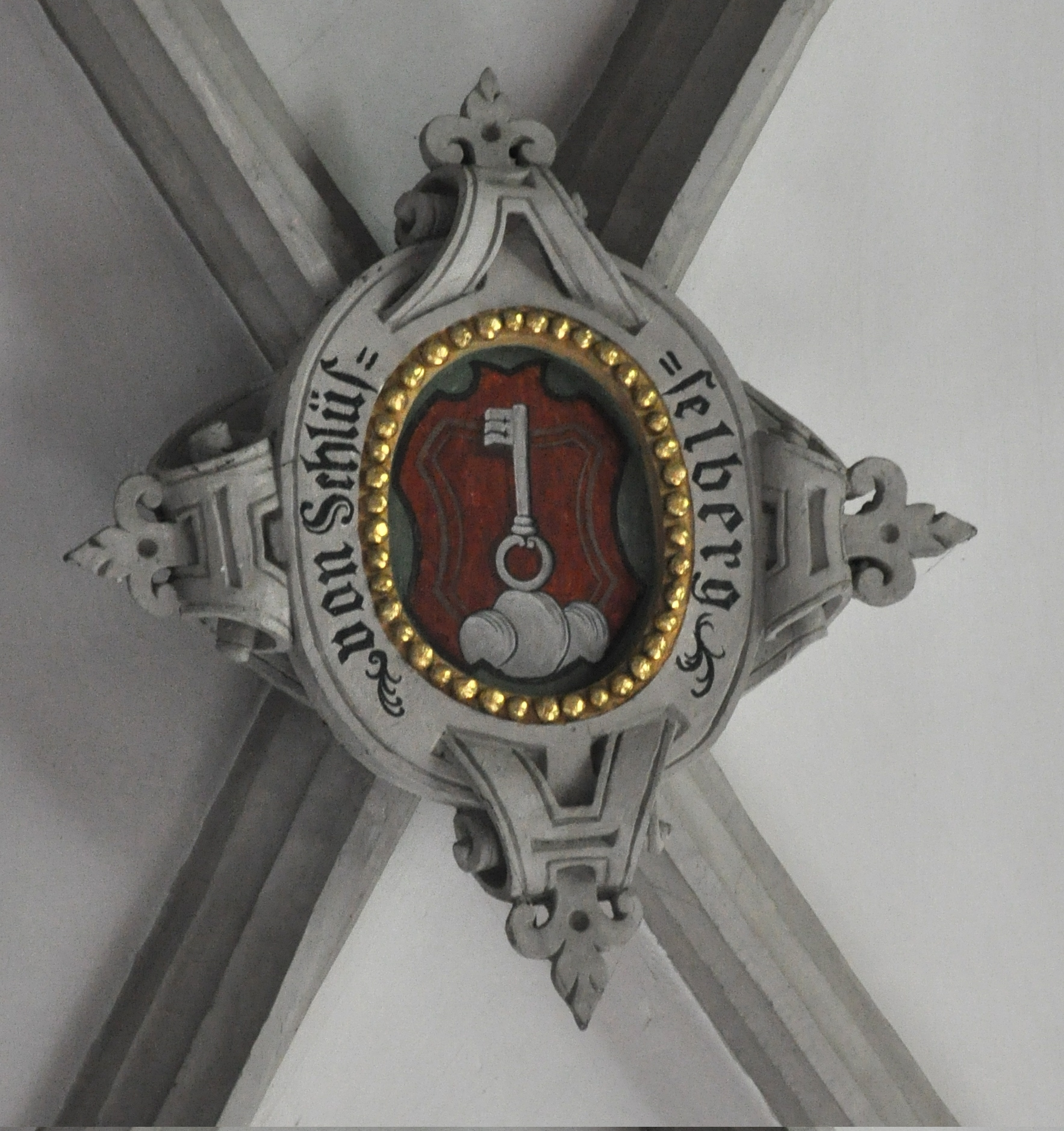
Ahnenwappen in der Hechinger Klosterkirche St. Luzen
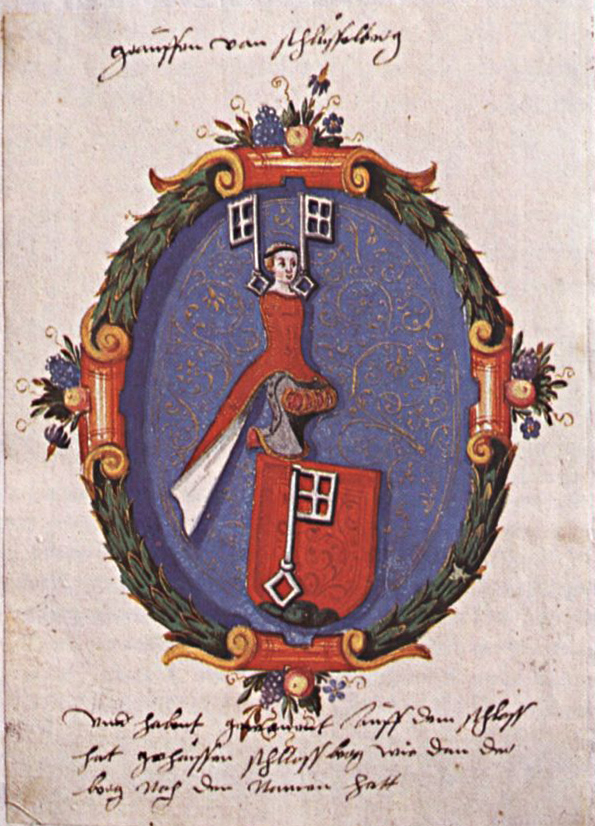
Gründer-Wappen in der Klosterchronik der Reichsabtei Gutenzell
Wappen des Klosters Marchtal und der Gemeinde Obermarchtal

Wappen vom Landkreis Forchheim
Wappen von Adelsdorf
Wappen von Ebermannstadt
Wappen von Wiesenttal
Wappen von Schlüsselfeld
Wappen von Altendorf